# Joseba Urkiola Irulegi
Joseba Urkiola Irulegi (Leitza, Navarra, 1986) es un periodista vasco. Trabaja en la redacción de deportes de EITB, y ha sido guionista, montador y director de documentales. En 2018 fue nombrado director deportivo de ETB .

## Biografía
Realizó sus primeros estudios en el Instituto Amazabal de Leitza, y en 2008 se licenció en Periodismo, y también en Filología Vasca, en la Universidad del País Vasco. Luego comenzó a trabajar en la redacción deportiva de EITB .
Es locutor de partidos de fútbol y ha dado noticias del Eibar, Alavés y Real en ETB1 . En 2017 dirigió el documental sobre el Eibar, el fútbol . En 2018 fue nombrado director deportivo de ETB. También se desempeña como presentador de noticias deportivas. Ha sido miembro del jurado del Festival de Cine BBK Mendi. Desde el 10 de enero de 2020 trabaja como locutor de partidos de fútbol, en las sesiones de ETB Kantxa de los viernes por la tarde, tras la retirada de su compatriota Josetxo Lizartza . De vez en cuando presenta las noticias en Gaur egun Kirolak.
En febrero de 2021, la dirección de EITB realizó cambios en el organigrama y Urkiola fue nombrado director deportivo de todos los medios del grupo EITB.

## Premios y reconocimientos
- En 2022, el Colegio de Periodistas de Navarra le otorgó uno de los premios Teobaldo.[6]